# Friedrich Ruttner
Friedrich Ruttner (Eger, 15 maggio 1914 – Lunz am See, 3 febbraio 1998) è stato un medico ed entomologo austriaco.
Si laureò in medicina nel 1938 presso l'Università di Innsbruck e si dedicò in particolar modo allo studio della biologia delle api. Nel 1965 diventò professore di zoologia presso l'università di Francoforte.
Dal momento dell'arrivo di Varroa destructor in Germania, dedicò grande parte dei propri sforzi nel controllo delle infestazioni dell'acaro.

## Opere
- Biogeografia e tassonomia delle api. Ruttner F. Biogeography and taxonomy of honeybees. Springer-Verlag, Berlin, 1988.